# 1565 no Brasil
Esta é uma cronologia dos fatos acontecimentos de ano 1565 no Brasil.

## Eventos

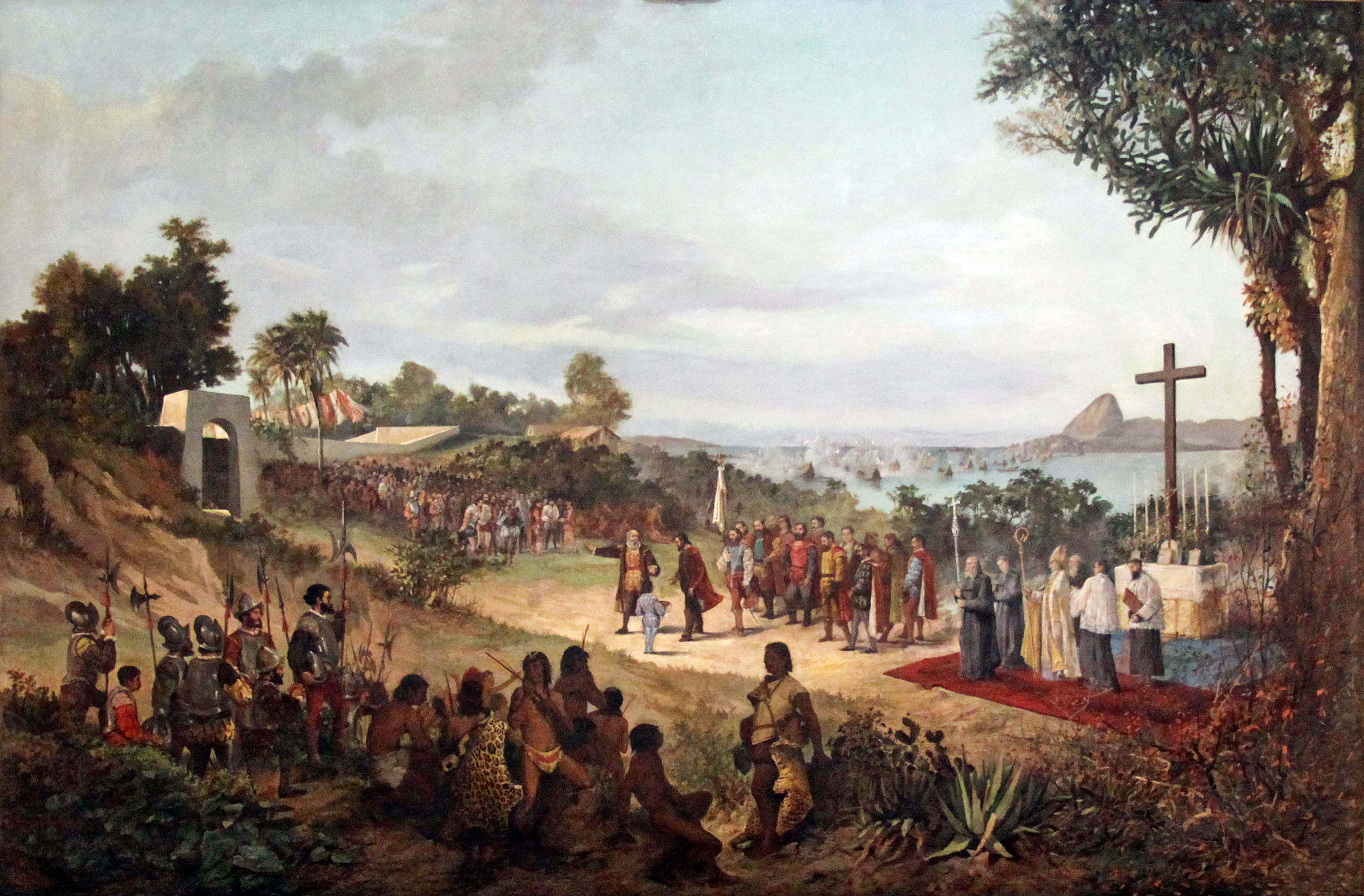
Fundação da cidade do Rio de Janeiro por Estácio de Sá

- Em andamento (1558-1572): Mem de Sá como governador-geral do Brasil.
- 1 de março: Fundação da cidade de São Sebastião do Rio de Janeiro por Estácio de Sá, sobrinho de Mem de Sá, no sopé do morro Cara de Cão (Urca).